# Liste der Kulturdenkmäler in Ergeshausen
In der Liste der Kulturdenkmäler in Ergeshausen sind alle Kulturdenkmäler der rheinland-pfälzischen Ortsgemeinde Ergeshausen aufgeführt. Grundlage ist die Denkmalliste des Landes Rheinland-Pfalz (Stand: 8. Dezember 2023).

## Einzeldenkmäler
| Bezeichnung | Lage               | Baujahr                            | Beschreibung                                                                        | Bild |
| ----------- | ------------------ | ---------------------------------- | ----------------------------------------------------------------------------------- | ---- |
| Wohnhaus    | Ortsstraße 3 Lage  | zweite Hälfte des 19. Jahrhunderts | Wohnhaus, zweite Hälfte des 19. Jahrhunderts                                        | BW   |
| Hofanlage   | Ortsstraße 8 Lage  | 1909                               | Dreiseithof; Backsteinbau, bezeichnet 1909, Fachwerk-Nebengebäude, teilweise massiv | BW   |
| Hofanlage   | Ortsstraße 10 Lage | 18. und 19. Jahrhundert            | Vierseithof, 18. und 19. Jahrhundert; Fachwerkbau, 18. Jahrhundert                  | BW   |